# Formica aterrima
Formica aterrima är en myrart som beskrevs av Cresson 1865. Formica aterrima ingår i släktet Formica och familjen myror. Inga underarter finns listade i Catalogue of Life.